# Чувствительность к регистру символов
Чувствительность к регистру символов (англ. case sensitivity) — особенность некоторых файловых систем, программ и языков программирования, состоящая в том, что если одинаковые имена отличаются регистром хотя бы одного символа (то есть заглавными или строчными буквами), то эти имена считаются разными. Например, слово «TEXT» и слово «Text» в программе, чувствительной к регистру символов — абсолютно разные слова. Файлы «Photo.jpg», «photo.jpg» и «photo.JPG» в файловой системе, чувствительной к регистру — три совершенно разных файла, которые могут одновременно находиться в одной папке.
Некоторые примеры:
|                        | С чувствительностью к регистру                                                | Нечувствительны к регистру |
| ---------------------- | ----------------------------------------------------------------------------- | --- |
| Языки программирования | Семейство Си (C, C++, Java, C#, Kotlin и так далее), Perl, PHP, Python, Lua   | BASIC, Fortran, LISP, Pascal, SQL, ABAP/4, большинство ассемблеров |
| Языки разметки         | TeX, XML                                                                      | HTML |
| Файловые системы       | Файловые системы семейства Unix (UFS, ext2, ext3, ext4, XFS, ZFS и так далее) | Семейство FAT Файловые системы HFS+ и NTFS теоретически чувствительны к регистру, но эта возможность либо по умолчанию отключена (HFS+), либо недоступна через обычные API операционной системы (NTFS) |
| Прочее                 | Пароли (в большинстве случаев)                                                | Доменные имена (базовые адреса сайтов; URL-пути и параметры чувствительны к регистру) |

## Преимущества чувствительности
- Программе не требуется преобразовывать регистр символов (что на локалях, отличных от обычной «американской», может быть нетривиальной задачей).
- Появляется больше средств выражения: например, на C++ можно написать Object object; (первое — тип, второе — название переменной).

## Преимущества нечувствительности
- Удобно, когда нет жёстких норм именования и каких-либо средств помощи наподобие автодополнения.
- Распространено на старых (до начала 80-х годов) компьютерах, где бывают некачественные клавиатуры, а то и вообще нет строчных букв в кодовой таблице.

## Чувствительность к регистру в человеческом языке
В человеческих языках, чувствительность к регистру возникает в ситуациях, когда аббревиатура, географическое название, имя человека или иное слово, которое принято писать с заглавными буквами, имеет другое значение в строчном регистре. Пример: (композитор) Лист и (кленовый) лист. Чувствительность к регистру присутствует в системе приставок СИ: «М» обозначает мега-, а «м» — милли-.
Чтобы избежать путаницы между сокращениями слов «байт» и «бит», последнее обычно не сокращают (например, гигабит = Гбит), или сокращают до строчной буквы б, а байт — до прописной Б (гигабайт = ГБ, или ГиБ, для двоичной системы приставок). Примечательно, что во французском языке вместо термина «байт» используется термин «октет» (фр. octet), поэтому подобной путаницы не возникает.
У компьютерных программ, имеющих функцию поиска по тексту, для удобства обычно имеется параметр «учитывать регистр» или «игнорировать регистр».